# Makisu

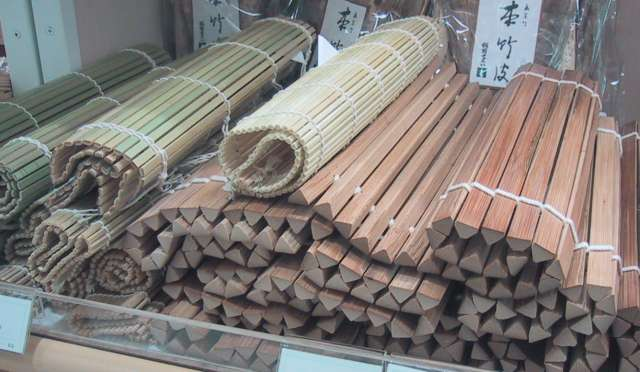
Uma selecção de makisu mats em tiras de bambu com diferentes espessuras

 Na culinária japonesa, uma makisu (巻き簾) é uma esteira feita com palitos ou tiras de bambu e cordão de algodão que é usada para o preparo de comidas. Em geral é utilizada para o preparo de um tipo sushi chamado de makizushi (巻き寿司), como fôrma para comidas suaves como omeletes e para retirar o excesso de líquido de algumas comidas.
Uma makisu geralmente tem dimensões de 25 cm por 25 cm, porém esse tamanho pode variar. Há duas variações, uma com tiras de bambu finas e outras com grossas. Especialistas consideram a com tiras grossas mais versátil, enquanto a fina é feita especialmente para makizushi.
Após o uso, uma makisu precisa ser completamente seca para evitar o crescimento de bactérias e fungos. Alguns cozinheiros cobrem sua makisu com filme plástico para reduzir o esforço na limpeza. Isso é especialmente necessário para fazer uramaki (裏巻), um tipo de maki zushi (巻き寿司) com o arroz por fora, por exemplo o célebre sushi americano California Roll.